# John Mauceri
John Mauceri   (Nova York, 12 de setembre de 1945) és un director d'orquestra, productor, educador i escriptor estatunidenc. Des que va debutar a la direcció professional fa gairebé mig segle, Mauceri ha aparegut amb la majoria de les grans orquestres del món, ha dirigit convidat als teatres d'òpera estrena, ha produït i supervisat musicalment els premis Tony i Olivier, musicals guanyadors de Broadway, i ha estat professor de la universitat i administrador. A través de la seva variada carrera, ha pres la iniciativa en la preservació i interpretació de molts gèneres musicals i ha dirigit / dirigit importants estrenes de compositors tan diversos com Debussy, Stockhausen, Korngold, Hindemith, Bernstein, Sibelius, Ives, Elfman i Shore. També és un dels principals intèrprets de música prohibida pel Tercer Reich i sobretot de la música dels compositors emigrats de Hollywood.
Nascut a la ciutat de Nova York, Mauceri va estudiar Teoria i Composició de la Música a la Universitat Yale obtenint un BA el 1967 i un Màster de Filosofia en Teoria de la Música el 1972. Entre els seus professors hi havia William G. Waite, Claude Palisca, Beekman Cannon, Leon Plantinga i Robert Bailey en musicologia; Mel Powell, Donald Martino, Allen Forte i Peter Sculthorpe en teoria i composició; Donald Currier al piano; i Gustav Meier a la direcció. A més, va estudiar arquitectura del segle XX amb Vincent Scully, literatura francesa amb Henri Peyre, religió (Pelikan i Kuttner) i psicologia (Logan i Childe).
En el seu últim any va fer el seu debut com a director (4 de desembre de 1966, Branford Col·legi), va compondre la música per a una producció de Brecht Un home és un home, convidat va dur a terme la orquestra simfònica de la Universitat Yale (YSO), i va produir i dirigir la música de Benjamin Britten Curlew River  a la Universitat Yale en la "Capella Sant Tomás Moro" (11 i 12 de març de 1967) i després va portar la producció a la ciutat de Nova York per la seva estrena a la ciutat dels gratacels, que va tenir lloc a la Capella Catòlica de les Nacions Unides (Església de la Sagrada Família) els dies 13 i 14 de maig de 1967. Es va graduar cum laude, va guanyar el premi Wrexham "al màxim èxit musical", el premi Francis Vernan de composició i el premi Branford Arts per la seva "devoció a l'avanç de les arts".
Acceptat amb una beca completa a l'Escola de Postgrau de Yale en teoria musical, aviat va ser nomenat membre de la facultat com a director musical de l'Orquestra Simfònica de Yale (1968-1974) i va continuar durant un total de quinze anys com a director convidat i director musical de l'escola d'òpera de Yale. A Mauceri se l'ha acreditat per haver construït l'Orquestra Simfònica de Yale en una de les orquestres d'estudiants més respectades del món. Durant el seu mandat amb la YSO va portar l'orquestra a París ("Théâtre des Champs-Élysées") per a les estrenes a París de la simfonia núm. 4 d'Ives, Khamma de Debussy i Prométhée de Scriabin. Va produir i dirigir el YSO per a l'estrena europea de la missa de Leonard Bernstein a Viena (emesa a tot el món a PBS, BBC i ORF), l'estrena mundial de Tres llocs de Nova Anglaterra de Charles Ives en la seva versió original d'orquestra gran, així com l'estrena mundial de l'edició crítica del conjunt orquestral núm. 2 d'Ives. Els seus programes van atreure públic durant set anys i van incloure l'estrena nord-americana del ballet Khamma de Debussy el 1913, l'estrena nord-americana de la pel·lícula muda de Strauss (1926) de Der Rosenkavalier, l'estrena mundial d'una versió completament escenificada de Hymnen de Karlheinz Stockhausen amb 1000 intèrprets al campus de "Yale's Cross", l'estrena nord-americana de les cançons orquestrades de Paul Hindemith, Das Marienleben i rares representacions de Prometheus: The Poem of Fire de Scriabin (amb làsers coordinats), Atlas Eclipticalis de John Cage, Das Rheingold de Richard Wagner, Gurre-Lieder d'Arnold Schönberg, Réveil des oiseaux d'Olivier Messiaen i Agon d'Ígor Stravinski.
El 1973, Mauceri va debutar com a professional amb la Filharmònica de Los Angeles com en el seu debut operístic dirigint The Saint of Bleecker Street de Menotti al Wolf Trap Festival.

## Defensa de la música
Compromès amb la preservació de dues formes d'art nord-americanes, el musical de Broadway i les partitures de pel·lícules de Hollywood, ha editat i realitzat moltes restauracions i primeres representacions, incloent una restauració completa de la producció original de Oklahoma de Rodgers & Hammerstein!, interpretant edicions de George Gershwin Porgy and Bess, Girl Crazy and Strike up the Band, Candide i A Quiet Place de Bernstein, i partitures de pel·lícules de Miklós Rózsa, Franz Waxman, Erich Wolfgang Korngold, Max Steiner, Elmer Bernstein, Jerry Goldsmith, Danny Elfman i Howard Shore. Com un dels dos directors de la premiada sèrie "Decart Records, Entartete Musik", Mauceri va fer diversos primers enregistraments històrics de música prohibits pels nazis com a música degenerada. La intersecció dels "compositors degenerats" d'Europa i els compositors refugiats de Hollywood és objecte de bona part de les seves investigacions i dels seus escrits. A més, Mauceri ha dirigit importants estrenes d'obres de Verdi, Debussy, Hindemith, Ives, Stockhausen i Weill.

## Treball al teatre musical
John Mauceri va debutar a Broadway el 10 de març de 1974 com a director musical de la producció del "Hal Prince" de Candide, de Leonard Bernstein, que havia començat com una tirada limitada a l'Acadèmia de Música de Brooklyn. Aquesta versió de l'espectacle va rebre un premi especial Tony per "The Advancement of the American Musical Theatre". Posteriorment va actuar com a director musical per a la versió "Opera House" de Candide (proporcionant orquestracions addicionals i supervisant la col·locació del música dins del text del llibre de Hugh Wheeler) que es va estrenar a l'Òpera de Nova York el 1982. El seu enregistrament de 1986 va guanyar a Mauceri un Grammy per "Millor enregistrament d'òpera", tercera versió basada en una lectura de Voltaire adaptada per John Wells i dirigida per Jonathan Miller. Mauceri va poder fer ús de pràcticament tota la música que Bernstein havia compost per a diverses versions de Candide entre 1956 i 1971. Aquesta versió final es va estrenar al "Theatre Royal" de Glasgow, amb la presència de Bernstein i emesa a la televisió de la BBC. Va ser traslladat al Sadler's Wells Theatre de Londres, on va guanyar el premi Olivier del 1988 com a "Musical de l'any". Bernstein va gravar posteriorment aquesta versió a Londres i li va valer un Grammy pòstum pel "Millor àlbum clàssic" del 1990.
Mauceri va tenir un paper de lideratge en la revaluació del teatre musical nord-americà en les seves actuacions i enregistraments històricament informats de musicals clàssics nord-americans, com la partitura de Gershwins de 1930 a Girl Crazy (Elektra Nonesuch 9 79250-2) el 1990 (guanyadora del premi Edison Klassiek), tant les versions de 1927 com les de 1930 de Gershwins 'Strike Up the Band (1991 - Elektra Nonesuch 79273-2 i PS Classics PS-1100 respectivament) i, sobretot, On Your Toes (1936) de Rodgers i Hart, que va iniciar i co-produït el 1983. Mauceri, en representació del "Kennedy Center for the Performing Arts", va contractar George Abbott (llavors 96 anys), George Balanchine (el seu darrer encàrrec) i va trobar l'orquestrador original, Hans Spialek, per restaurar la partitura. On Your Toes va fer 505 representacions a Broadway i va suposar la primera vegada que es va veure i escoltar un musical dels anys trenta a Broadway amb els seus elements musicals originals intactes en més d'una generació. El seu àlbum de repartiment, dirigit per Mauceri, és el primer àlbum de repartiment completament digital de Broadway (TER Limited: CDTER 1063). L'espectacle va ser nominat als cinc premis "Antoinette Perry" ("Tony") i va guanyar dos: al millor revival d'un musical i a la millor actriu de musical (Natalia Makarova). A més, On Your Toes va guanyar quatre premis "Drama Desk" (Revival excel·lent; Actriu destacada en un musical; Director destacat d'un musical; Orchestracions excepcionals). Com a resultat del seu èxit, la saviesa rebuda de reescriure musicals antics i afegir noves orquestracions i cançons d'èxit d'altres espectacles va ser desafiada i va provocar una proliferació d'organitzacions que presenten musicals clàssics americans amb les seves partitures originals restaurades tal com s'han escrit, tot i que aquestes representacions generalment es presenten en un format semi estudiat.
Andrew Lloyd Webber va assistir a la representació de La bohème al "Royal Opera House"", Covent Garden, a l'hivern de 1984, dirigida per Mauceri i, en conseqüència, el va convidar a ser el supervisor musical de la producció de Broadway de la seva cançó i dansa, que va obrir el 18 de setembre de 1985 i va rebre vuit nominacions al premi Tony, i una victòria per Bernadette Peters. L'octubre de 1995, després que la primera sessió d'enregistrament de la banda sonora d'Evita fracassés, "Andrew... va suggerir que portéssim el famós director nord-americà John Mauceri. [...?] A finals de setmana, el mestre Mauceri havia interpretat la seva màgia amb una captació brillant dels millors músics d'orquestra de Londres i tots els pensaments del Black Monday van ser oblidats". Com a agraïment pel seu treball a la pel·lícula, Mauceri va rebre una cosa inèdita al cinema: un crèdit a pantalla completa, tot i que no tenia cap contracte de cap mena.
Mauceri va encapçalar la revisió de les obres americanes de Kurt Weill, que generalment havien estat considerades inferiors a les seves obres alemanyes. El 1978, va dirigir l'òpera de Weill de 1947, Street Scene a l'Òpera de Nova York, que va tenir tant èxit que es va emetre la temporada següent al PBS "Live from Lincoln Center". Començant amb el musical de Weill Lady in the Dark al Festival d'Edimburg el 1988, i seguit de la primera producció professional de Street Scene al Regne Unit, Mauceri va argumentar que les obres americanes eren iguals i continuaven directament fora de les obres alemanyes. El seu enregistrament de Street Scene (Decca 433 371-2) publicat el 1991, és el primer enregistrament complet de qualsevol obra teatral nord-americana de Kurt Weill. Mauceri va presentar Street Scene per a les seves estrenes nacionals a Portugal (Òpera de Lisboa) i Itàlia ("Teatro Reggio", Torí). A més, va tornar la música de Weill a Berlín, on havia estat oblidada sobretot. Dos enregistraments amb Ute Lemper (Ute Lemper Sings Kurt Weill Volums 1 i 2) representaven la música de Weill amb textos en alemany, francès i anglès, que demostraven la continuïtat d'estil i idees del compositor. A més, els seus enregistraments a Berlín inclouen Els set pecats mortals de Weill (Die sieben Todsünden) amb Lemper, el Petit Mahagonny (Mahagonny-Songspiel) i el primer enregistrament en alemany de The Threepenny Opera (Die Dreigroschenoper) realitzat en més de quaranta anys (Decca 430 075-2 LH) llançat el 1989. El 2000 va dirigir una sèrie d'actuacions de l'obra bíblica de 1933 de Kurt Weill, The Eternal Road (Der Weg der Verheissung), en què ell i el musicòleg Ed Harsh van restaurar la partitura completa que mai s'havia escoltat. amb el seu quart acte complet i mai a Europa. Aquestes representacions van ser coproduccions de la "New Israeli Opera", de l'Òpera Chemnitz a Alemanya i de l'Acadèmia de Música de Brooklyn. L'obra va ser representada en el seu text original alemany pel company refugiat Franz Werfel i televisada a Europa des de les seves actuacions a Chemnitz. El 2001, Mauceri va liderar l'enregistrament mundial de l'èxit operístic de Weill, Der Protagonist de 1926 (Capriccio 60 086), que també es va emetre a la ràdio alemanya en un concert a la Berliner Philharmonie.

## Treball en òpera
Després de debutar operística ment al "Wolf Trap Festival" el 1973, Mauceri va continuar construint el seu repertori operístic dirigint a la Metropolitan Opera, La Scala, el Royal Opera House, la Deutsche Oper Berlin i molts altres a tot el món. A l'Òpera de San Francisco va dirigir l'estrena dAngle of Repose d'Andrew Imbrie el 1976. A l'òpera de Washington i a La Scala, Mauceri va tenir el privilegi de dirigir les estrenes nord-americanes i europees de A Quiet Place de Leonard Bernstein el 1984. El 1972 Mauceri va ser convidada a ser l'ajudant de Bernstein per a una nova producció de Carmen al Met. Això va començar una associació entre els dos que duraria els propers divuit anys. Durant aquest temps, Mauceri va editar, supervisar i dirigir nombroses obres de Bernstein a tot el món, incloses moltes estrenes, a petició dels compositors. A més de les seves aparicions com a convidat als grans teatres d'òpera del món, Mauceri també va exercir de director musical de l'Òpera de Washington al "Kennedy Center" i de l'òpera de Pittsburgh i va ser director estable del "Teatro Reggio" de Torí, Itàlia, durant tres anys. El seu pas per Itàlia va ser precedit pels set anys on va exercir de director musical de l'Òpera escocesa, on va dirigir 22 produccions i tres enregistraments. Mauceri és el primer nord-americà a ocupar el càrrec de director musical d'un teatre d'òpera a Gran Bretanya o Itàlia. A través de les seves interpretacions de les òperes preeminents del segle xix, investigades celossament, Mauceri va consolidar la seva reputació "com a musicòleg i teòric", ja que va ser "el primer a demostrar, tant en forma impresa com en interpretació, que l'ús de tempos metronomics eren un element estructural", a les òperes de Giuseppe Verdi." Ha parlat i escrit nombrosos articles exposant la seva fidelitat a la intenció del compositor i la necessitat d'entendre-la plenament en la interpretació.

## Temps al Hollywood Bowl
Després de quaranta anys de repòs, l'Orquestra de Hollywood Bowl va ser recreada per John Mauceri per l'Associació Filharmònica de Los Angeles el 1991. "Durant el seu mandat de setze temporades, Mauceri i l'Orquestra de Hollywood Bowl van fer una gira per Japó quatre vegades i, el novembre de 1996, van actuar dos concerts públics a Rio de Janeiro i São Paulo, Brasil, que representaven la primera vegada que una orquestra nord-americana va ser convidada al Brasil específicament per interpretar la gran música del cinema americà ". Trencant tots els rècords al Bowl, va dirigir més de 300 concerts a l'amfiteatre de 18.000 places amb una audiència total de quatre milions de persones. A més d'introduir-se al Saló de la Fama del Hollywood Bowl al costat de Plácido Domingo el 2007, Mauceri va rebre un premi "Treasure of Los Angeles"", un "Young Musicians Foundation Award" i fins i tot té el seu propi dia, el "John Mauceri Day", de l'estat de Califòrnia.

## Treball a l'àmbit acadèmic
Mauceri va ser nomenat canceller de l'Escola d'Arts de la Universitat de Carolina del Nord pel president Erskine Bowles el 2 de maig de 2006. Durant el seu mandat de set anys va fer pressió i va assegurar que "Universitat" s'afegís al nom de l'escola per distingir-la del creixent el nombre d'escoles superiors d'art inclou i afirma la relació de l'escola amb el sistema UNC. Va implementar un calendari de dos semestres i va concebre i implementar la primera escola d'estiu completa de l'escola. Sota el seu lideratge, la retenció de l'escola dins del sistema només ocupava el segon lloc després de la UNC Chapel Hill. Mauceri va augmentar la dotació d'UNCSA en un 60% i va pressionar amb èxit a l'Assemblea General de la NC perquè concedís milions de dòlars recurrents a l'escola i va aconseguir importants fons privats durant la recessió econòmica que amenaçava la pròpia existència de l'escola. En el moment de la seva retirada del càrrec, l'escola tenia 55 milions de dòlars en projectes de capital en obres, incloent una nova biblioteca i un edifici d'animació de l'escola de cinema. Per primera vegada en la història de l'escola, la facultat va acordar tenir un sistema de classificació, Kiplinger va classificar l'escola per primera vegada en la seva història com un dels "100 millors valors de l'educació pública" i Mauceri va recaptar els diners per donar suport a un sèries de televisió d'actuacions estudiantils que també va produir. Aquests van incloure El trencanous, una restauració completa de la producció original de Rodgers & Hammerstein's dOklahoma, de 1943! (guanyador d'un Premi Nacional de Televisió Educativa) i de l'estrena nord-americana de la partitura d'Erich Wolfgang Korngold en una producció totalment escenificada de Much Ado About Nothing de Shakespeare (Emmy regional al millor programa d'arts, 2013). Com a canceller, Mauceri va portar els seus estudiants a interpretar, ajudar i observar produccions al Hollywood Bowl, a la Viena Konzerthaus, a l'Orquestra Nacional Danesa (Copenhaguen), a la Simfonia Nacional al Kennedy Center, a l'òpera de Bilbao, Espanya, al "Aspen Music Festival", la cerimònia de lliurament del 50è aniversari dels premis Grammy, el festival Ravinia, l'òpera nacional de Washington, així com l'obertura del "North Carolina Museum of Art" i el festival Rite at 100 2013 al "Memorial Hall de Chapel Hill".
Abans de passar a la UNCSA, Mauceri va treballar durant 15 anys a la facultat de la seva alma mater, la Universitat Yale, on "va ensenyar orquestració, dirigir, va impartir conferències als departaments alemany i italià i, amb la Simfonica de Yale, va desenvolupar el concepte de programació temàtica basada en els seus estudis de teoria de la informació, lingüística i psicoacústica". Mauceri va deixar la facultat de Yale el 1982 com a professor associat i, el 1985, va rebre el primer premi Arts Alumni de Yale per un èxit destacat. Va tornar a l'alma mater el 2001 per impartir un curs d'història estètica del segle XX i els efectes de la Segona Guerra Mundial sobre les percepcions actuals de la música clàssica. A més, va dirigir la "Yale Symphony" i la "Yale Philharmonia" en un concert celebrant el 300è aniversari de la fundació del Yale College el 19 d'abril del 2001.

## Mitjans de comunicació i premis
Mauceri és un dels artistes de gravació més experimentats del món, ha publicat més de 75 CD d'àudio i ha rebut Grammy, Tony, Olivier, Drama Desk, Edison Klassiek, 3 premis Emmy, 2 Diapasons d'Or, Cannes Classique, ECHO Klassik, Billboard i quatre premis Deutsche Schallplatten. El 1999, John Mauceri va ser triat com a "abanderat del segle XX" per a WQXR, l'emissora de ràdio clàssica més escoltada als Estats Units. Segons WQXR, "es tracta d'un nombre selecte d'artistes musicals que ja s'han consolidat com a forces a tenir en compte i que seran els abanderats de l'escena musical del segle XXI". Els destinataris van ser escollits pel "seu talent visionari i virtuosisme tècnic". A més, CNN i CNN International van escollir John Mauceri com a "Veu del Mil·lenni".
En altres mitjans, Mauceri va tenir un petit paper com a personatge de Claude Maginot a "Grand Theft Auto: Vice City" de 2002. Va aparèixer breument com ell mateix al segon episodi de l'Estudi 60 de la sèrie de televisió Sunset Strip, dirigint la ficció "West Coast Philharmonic".
Mauceri viu a la ciutat de Nova York amb la seva esposa, Betty.